# Bolbonota aspidistrae
Bolbonota aspidistrae är en insektsart som beskrevs av George Darby Haviland. Bolbonota aspidistrae ingår i släktet Bolbonota och familjen hornstritar. Inga underarter finns listade i Catalogue of Life.